# Ligue des champions masculine de volley-ball 2017-2018
Navigation
Ligue des champions 2016-2017 Ligue des champions 2018-2019
La Ligue des champions de volley-ball masculin est la plus importante compétition de clubs de la saison 2017-2018 en volley-ball. Après un tour préliminaire, elle oppose les vingt meilleures équipes européennes, distribuées dans cinq groupes, qui s'affronteront ensuite dans un play-off à 12 puis à 6 afin de désigner les 3 équipes qui disputeront la finale à 4 (le club organisateur étant directement qualifié pour la finale à 4), du 12 et 13 mai 2018 à Kazan, en Russie.

## Participants
12 équipes sont directement qualifiées pour la phase de poule grâce à leurs performances dans leurs championnats respectifs. La répartition est la suivante :
- Zenit Kazan (Vainqueur 2016-2017)
- Dinamo Moscou
- Trentino Diatec
- Cucine Lube Civitanova
- Halkbank Ankara
- Arkas Izmir
- ZAKSA Kędzierzyn-Koźle
- Skra Bełchatów
- SCC Berlin
- Knack Roeselare
- Chaumont VB 52 Haute Marne
- PAOK Salonique

8 équipes rejoignent la phase de poule après la phase préliminaire : 

- Lokomotiv Novossibirsk
- SS Pérouse
- Fenerbahce
- Jastrzębski Węgiel
- VfB Friedrichshafen
- Spacer's Toulouse Volley
- Noliko Maaseik
- Ford Store Levoranta Sastamala

### Composition des groupes
Les 20 équipes sont réparties dans 5 poules à l'issue du tirage au sort qui a eu lieu le 17 novembre 2017 à Moscou
| Poule A                                                      | Poule B                                                                           | Poule C                                                                        | Poule D                                                            | Poule E                                                           |
| ------------------------------------------------------------ | --------------------------------------------------------------------------------- | ------------------------------------------------------------------------------ | ------------------------------------------------------------------ | ----------------------------------------------------------------- |
| Cucine Lube Civitanova Knack Roeselare SS Pérouse Fenerbahce | Halkbank Ankara PAOK Salonique VfB Friedrichshafen Ford Store Levoranta Sastamala | Chaumont VB 52 Haute Marne Dinamo Moscou Skra Bełchatów Lokomotiv Novossibirsk | Zenit Kazan SCC Berlin Spacer's Toulouse Volley Jastrzębski Węgiel | ZAKSA Kędzierzyn-Koźle Trentino Diatec Arkas Izmir Noliko Maaseik |

## Phase de poule
- Qualifié pour le tour suivant
- Qualifié pour la Finale à quatre, club organisateur

### Poule A
| # | Équipe                 | Pts | J | G | Gt | Pt | P | Sp | Sc | Ratio | Pp  | Pc  | Ratio |
| 1 | SS Pérouse             | 16  | 6 | 4 | 2  | 0  | 0 | 18 | 5  | 3.6   | 546 | 476 | 1.147 |
| 2 | Cucine Lube Civitanova | 13  | 6 | 4 | 0  | 1  | 1 | 14 | 7  | 2     | 500 | 448 | 1.116 |
| 3 | Knack Roeselare        | 7   | 6 | 2 | 0  | 1  | 3 | 8  | 14 | 0.571 | 481 | 483 | 0.996 |
| 4 | Fenerbahce             | 0   | 6 | 0 | 0  | 0  | 6 | 4  | 18 | 0.222 | 416 | 536 | 0.776 |

### Poule B
| # | Équipe                         | Pts | J | G | Gt | Pt | P | Sp | Sc | Ratio | Pp  | Pc  | Ratio |
| 1 | VfB Friedrichshafen            | 17  | 6 | 5 | 1  | 0  | 0 | 18 | 4  | 4.5   | 533 | 412 | 1.294 |
| 2 | Halkbank Ankara                | 9   | 6 | 3 | 0  | 0  | 3 | 12 | 10 | 1.2   | 513 | 491 | 1.045 |
| 3 | PAOK Salonique                 | 8   | 6 | 2 | 0  | 2  | 2 | 11 | 14 | 0.786 | 547 | 581 | 0.941 |
| 4 | Ford Store Levoranta Sastamala | 2   | 6 | 0 | 1  | 0  | 5 | 4  | 17 | 0.235 | 423 | 514 | 0.823 |

### Poule C
| # | Équipe                     | Pts | J | G | Gt | Pt | P | Sp | Sc | Ratio | Pp  | Pc  | Ratio |
| 1 | Lokomotiv Novossibirsk     | 13  | 6 | 3 | 2  | 0  | 1 | 15 | 8  | 1.875 | 521 | 501 | 1.04  |
| 2 | Skra Bełchatów             | 9   | 6 | 2 | 1  | 1  | 2 | 12 | 12 | 1     | 532 | 536 | 0.993 |
| 3 | Chaumont VB 52 Haute Marne | 8   | 6 | 1 | 2  | 1  | 2 | 13 | 14 | 0.929 | 585 | 602 | 0.972 |
| 4 | Dinamo Moscou              | 6   | 6 | 1 | 0  | 3  | 2 | 10 | 16 | 0.625 | 555 | 576 | 0.964 |

### Poule D
| # | Équipe                   | Pts | J | G | Gt | Pt | P | Sp | Sc | Ratio | Pp  | Pc  | Ratio |
| 1 | Zenit Kazan              | 18  | 6 | 6 | 0  | 0  | 0 | 18 | 3  | 6     | 528 | 414 | 1.275 |
| 2 | Jastrzębski Węgiel       | 9   | 6 | 2 | 1  | 1  | 2 | 11 | 11 | 1     | 464 | 486 | 0.955 |
| 3 | SCC Berlin               | 8   | 6 | 2 | 1  | 0  | 3 | 11 | 12 | 0.917 | 511 | 509 | 1.004 |
| 4 | Spacer's Toulouse Volley | 1   | 6 | 0 | 0  | 1  | 5 | 4  | 18 | 0.222 | 437 | 533 | 0.82  |

### Poule E
| # | Équipe                 | Pts | J | G | Gt | Pt | P | Sp | Sc | Ratio | Pp  | Pc  | Ratio |
| 1 | ZAKSA Kędzierzyn-Koźle | 14  | 6 | 3 | 2  | 1  | 0 | 17 | 7  | 2.429 | 560 | 521 | 1.075 |
| 2 | Trentino Diatec        | 14  | 6 | 4 | 0  | 2  | 0 | 16 | 9  | 1.778 | 589 | 526 | 1.12  |
| 3 | Noliko Maaseik         | 7   | 6 | 1 | 2  | 0  | 3 | 11 | 13 | 0.846 | 534 | 549 | 0.973 |
| 4 | Arkas Izmir            | 1   | 6 | 0 | 0  | 1  | 5 | 3  | 18 | 0.167 | 426 | 513 | 0.83  |

### Playoffs

#### Playoffs à 12
Les matchs des playoffs ont été désignés par tirage au sort. 
| Équipe 1                   | Score      | Équipe 2               | Aller | Retour |
| -------------------------- | ---------- | ---------------------- | ----- | ------ |
| Halkbank Ankara            | 0–6        | SS Pérouse             | 0–3   | 0–3    |
| Noliko Maaseik             | 12–15 (GS) | Lokomotiv Novossibirsk | 3–0   | 1–3    |
| Skra Bełchatów             | 2–6        | Cucine Lube Civitanova | 2–3   | 0–3    |
| Chaumont VB 52 Haute Marne | 3–5        | Trentino Diatec        | 3–2   | 0–3    |
| Jastrzębski Węgiel         | 1–6        | ZAKSA Kędzierzyn-Koźle | 1-3   | 0–3    |
| SCC Berlin                 | 2–6        | VfB Friedrichshafen    | 2–3   | 0–3    |

#### Playoffs à 6
| Équipe 1               | Score | Équipe 2               | Aller | Retour |
| ---------------------- | ----- | ---------------------- | ----- | ------ |
| SS Pérouse             | 5-4   | Lokomotiv Novossibirsk | 3-1   | 2-3    |
| Cucine Lube Civitanova | 6-3   | Trentino Diatec        | 3-1   | 3-2    |
| ZAKSA Kędzierzyn-Koźle | 6-2   | VfB Friedrichshafen    | 3-2   | 3-0    |

### Finale à quatre
|  | Demi-finales           | Demi-finales |                        |   | Finale      | Finale      |
|  | Demi-finales           | Demi-finales |                        |   | Finale      | Finale      |
|  |                        |              |                        |   |             |             |
|  | 12 mai 2018            | 12 mai 2018  |                        |   | 13 mai 2018 | 13 mai 2018 |
|  | 12 mai 2018            | 12 mai 2018  |                        |   | 13 mai 2018 | 13 mai 2018 |
|  | ZAKSA Kędzierzyn-Koźle | 1            |                        |   | 13 mai 2018 | 13 mai 2018 |
|  | ZAKSA Kędzierzyn-Koźle | 1            |                        |   | 13 mai 2018 | 13 mai 2018 |
|  | Cucine Lube Civitanova | 3            |                        |   | 13 mai 2018 | 13 mai 2018 |
|  | Cucine Lube Civitanova | 3            | Cucine Lube Civitanova | 2 |             |             |
|  | 12 mai 2018            |              | Cucine Lube Civitanova | 2 |             |             |
|  |                        | Zenit Kazan  | 3                      |   |             |             |
|  | SS Pérouse             | Zenit Kazan  | 3                      | 0 |             |             |
|  | SS Pérouse             |              |                        | 0 |             |             |
|  | Zenit Kazan            | 3            |                        |   |             |             |
|  | Zenit Kazan            | 3            | Match pour la 3e place |   |             |             |
|  |                        |              |                        |   |             |             |
|  | 13 mai 2018            |              |                        |   |             |             |
|  |                        |              |                        |   |             |             |
|  | ZAKSA Kędzierzyn-Koźle | 2            |                        |   |             |             |
|  | ZAKSA Kędzierzyn-Koźle | 2            |                        |   |             |             |
|  | SS Pérouse             | 3            |                        |   |             |             |
|  | SS Pérouse             | 3            |                        |   |             |             |

## Récompenses
| - MVP : Maxim Mikhaylov (Zenit Kazan) - Meilleur marqueur : - Meilleurs réceptionneurs : Osmany Juantorena (Cucine Lube Civitanova), Wilfredo León (Zenit Kazan) - Meilleurs centraux : Dragan Stanković (Cucine Lube Civitanova), Marko Podraščanin (Sir Colussi Sicoma Perugia) | - Meilleur attaquant : Tsvetan Sokolov (Cucine Lube Civitanova) - Meilleur passeur : Alexander Butko (Zenit Kazan) - Meilleur libéro : Jenia Grebennikov (Cucine Lube Civitanova) - Prix du fair-play : |